# Плакса (фильм)
«Плакса» (англ. Cry-Baby) — музыкальный кинофильм режиссёра Джона Уотерса 1990 года.

## Сюжет
Балтимор, 1954 год. Местная звезда рок-н-ролла, красавчик и бунтарь Уэйд Уокер по прозвищу Плакса (Джонни Депп) — самый дерзкий и наглый хулиган в школе. Его способность ронять одну-единственную слезу сводит с ума всех девчонок, особенно красавицу Эллисон (Эми Локэйн). Эта правильная девушка влюбляется в Плаксу. Их любовному счастью мешают как строгая бабушка Эллисон, так и назойливые прилипалы, влюблённые в них до беспамятства, а также то, что Эллисон принадлежит к «вражескому» клану богачей и консерваторов, а её компания враждует с шайкой Плаксы. Но любви «чистюли» и красавчика в чёрной коже в итоге ничто не сможет помешать, ведь он — её король, а она — его королева.

## В ролях
- Джонни Депп — Уэйд «Плакса» Уокер
- Эми Локейн — Эллисон Вернон-Уильямс
- Сьюзан Тайррелл — Рамона Рикеттс
- Полли Берген — миссис Вернон-Уильямс
- Рики Лейк — Пеппер Уокер
- Трэйси Лордз — Ванда Вудворд
- Игги Поп — дядюшка Бельведер Рикеттс
- Уиллем Дефо — злобный охранник
- Ким Макгуайр[англ.] — Топорик

## Художественные особенности
По словам Уотерса, фильм задумывался как пародия на музыкальные молодёжные комедии пятидесятых, — в частности, «Бриолин». Действие фильма разворачивается в Балтиморе — родном городе режиссёра Джона Уотерса, в 1954 году.

## Саундтрек
1. King Cry-Baby (James Intveld)
2. SH Boom (Baldwin & The Whiffles)
3. Doin` Time For Being Young (James Intveld)
4. A Teenage Prayer (Rachel Sweet)
5. Please Mr. Jailer (Wynona Sweet)
6. Cry-Baby (Honey Sisters)
7. Teardrops Are Falling (Five Wings)
8. Nosey Joe (Bull Moose Jackson)
9. Mr. Sandman (Baldwin & The Whiffles)
10. High School Hellcats (James Intveld)
11. Bad Boy (The Jive Bombers)
12. The Flirt (Shirley & Lee)
13. I`m So Young (Students)
14. Piddily Patter/My Heart Goes (Nappy Brown)
15. I`m A Bad, Bad Girl (Little Esther)
16. Jungle Drums (Earl Bostic)
17. Cherry (The Jive Bombers)
18. Rubber Biscuit (The Chips)
19. Gee (Crows)